# 海の公園 (横浜市の町名)
海の公園（うみのこうえん）は、神奈川県横浜市金沢区の地名。「丁目」の設定のない単独町名である。住居表示未実施区域。

## 地理
金沢区の南東部に位置し、海の公園、金沢漁港などからなる。西に（北から南に向かって）柴町と寺前と町屋町と平潟町と接している。

## 歴史

### 沿革
- 1986年（昭和61年）10月31日 - 一部区域を埋め立てにより、海の公園を新設する[5]。
- 1992年（平成4年）4月7日 - 一部区域を埋め立てにより編入[6]。

## 世帯数と人口
2025年（令和7年）6月30日現在（横浜市発表）の世帯数と人口は以下の通りである。
| 町丁     | 世帯数 | 人口  |
| -------- | ------ | ----- |
| 海の公園 | 65世帯 | 138人 |

### 人口の変遷
国勢調査による人口の推移。
| 年                 | 人口 |
| ------------------ | ---- |
| 1995年（平成7年）  | 105  |
| 2000年（平成12年） | 98   |
| 2005年（平成17年） | 121  |
| 2010年（平成22年） | 130  |
| 2015年（平成27年） | 125  |
| 2020年（令和2年）  | 136  |

### 世帯数の変遷
国勢調査による世帯数の推移。
| 年                 | 世帯数 |
| ------------------ | ------ |
| 1995年（平成7年）  | 36     |
| 2000年（平成12年） | 41     |
| 2005年（平成17年） | 55     |
| 2010年（平成22年） | 53     |
| 2015年（平成27年） | 49     |
| 2020年（令和2年）  | 68     |

## 学区
市立小・中学校に通う場合、学区は以下の通りとなる（2024年11月時点）。
| 番・番地等 | 小学校             | 中学校             |
| ---------- | ------------------ | ------------------ |
| 全域       | 横浜市立金沢小学校 | 横浜市立金沢中学校 |

## 事業所
2021年（令和3年）現在の経済センサス調査による事業所数と従業員数は以下の通りである。
| 町丁     | 事業所数 | 従業員数 |
| -------- | -------- | -------- |
| 海の公園 | 15事業所 | 60人     |

### 事業者数の変遷
経済センサスによる事業所数の推移。
| 年                 | 事業者数 |
| ------------------ | -------- |
| 2016年（平成28年） | 11       |
| 2021年（令和3年）  | 15       |

### 従業員数の変遷
経済センサスによる従業員数の推移。
| 年                 | 従業員数 |
| ------------------ | -------- |
| 2016年（平成28年） | 87       |
| 2021年（令和3年）  | 60       |

## 交通
- 横浜シーサイドライン 金沢シーサイドライン
  - 八景島駅
  - 海の公園柴口駅
  - 海の公園南口駅

## 施設
- 海の公園
- 金沢漁港
- 金沢警察署 洲崎交番

## その他

### 日本郵便
- 郵便番号 : 236-0013[3]（集配局：横浜金沢郵便局[16]）

### 警察
町内の警察の管轄区域は以下の通りである。
| 番・番地等 | 警察署     | 交番・駐在所 |
| ---------- | ---------- | ------------ |
| 全域       | 金沢警察署 | 洲崎交番     |